# Guillem I de Württemberg
Guillem I de Württemberg (Lüben 1781 - Castell de Rosenstein 1864), rei de Württemberg que regnà aquesta antic estat d'Alemanya des de l'any 1816 fins a l'any de la seva mort, quaranta-vuit anys després.

## Orígens familiars
Nat a la ciutat de Lüben a la Silèsia, el dia 27 de setembre de l'any 1781, era fill del rei Frederic I de Württemberg i de la duquessa Augusta de Brunsvic-Wolfenbüttel. Guillem era net per via paterna del duc Frederic II Eugeni de Württemberg i de la marcgravina Frederica de Brandenburg-Schwedt; per via materna era neta del duc Carles I de Brunsvic-Wolfenbüttel i de la princesa Augusta del Regne Unit.

## Núpcies i descendents
Guillem contragué matrimoni el dia 8 de juny de l'any 1808 a Múnic amb la princesa Carolina de Baviera, filla del rei Maximilià I Josep de Baviera i de la landgravina Augusta de Hessen-Darmstadt. La parella es divorcià sense haver tingut cap fill l'any 1814.
El dia 24 de gener de l'any 1816 contragué segones núpcies a Sant Petersburg amb la gran duquessa Caterina de Rússia, filla del tsar Pau I de Rússia i de la duquessa Sofia de Württemberg, tia de Guillem I. La parella tingué dues filles:
- SAR la princesa Maria Frederica de Württemberg, nada el 1816 a Stuttgart i morta el 1887 a Stuttgart. Es casà el 1840 a Stuttgart amb el comte Alfred von Neipperg.

- SAR la princesa Sofia de Württemberg, nada el 1818 a Stuttgart i morta el 1877 a La Haia. Es casà el 1839 a Stuttgart amb el rei Guillem III dels Països Baixos.

La gran duquessa Caterina morí inesperadament a Stuttgart el dia 19 de gener de 1819. Un any i pocs mesos després, el dia 15 d'abril de 1820 es casà en terceres núpcies amb la duquessa Paulina de Württemberg a Stuttgart. Paulina era filla del príncep Lluís de Württemberg i d'Enriqueta de Nassau-Weilburg. La parella tingué dos fills:
- SM el rei Carles I de Württemberg, nat el 1823 a Stuttgart i mort el 1891 a Stuttgart. Es casà el 1846 a Sant Petersburg amb la gran duquessa Olga de Rússia.

- SAR la princesa Augusta de Württemberg, nada el 1826 a Stuttgart i morta el 1898 a Stuttgart. Es casà el 1851 a Friedrichshafen amb el príncep Germà de Saxònia-Weimar-Eisenach.

El rei Guillem I morí el dia 25 de juny de 1864 al Castell de Rosenstein, situat a les proximitats de Stuttgart.